# Rețea bayesiană

## Introducere
Modelele grafice probabilistice sunt grafuri în care nodurile reprezintă variabile aleatoare, iar arcele (respectiv lipsa acestora) reprezintă presupuneri de independență condiționată. Ca urmare, ele oferă o reprezentare compactă a distribuțiilor probabilistice cumulate. Modelele grafice neorientate, numite și Câmpuri Markov Aleatoare (Markov Random Fields) sau Rețele Markov, au o definiție simplă a independenței: două (seturi de) noduri A și B sunt condițional independente dacă, dat fiind un al treilea (set) C, toate căile dintre nodurile A și B sunt separate de un nod din C. Spre deosebire, modelele grafice orientate (numite și Rețele Bayesiene), au o noțiune mai complexă a independenței, care ia în considerare direcția arcelor; acestea au mai multe avantaje: cel mai important este că un arc de la A la B poate fi interpretat ca A "cauzează" pe B. Aceasta poate fi folosită ca "ghid" pentru construirea grafului. În plus, modelele orientate pot codifica relații deterministe și sunt mai ușor de învățat. 
Sursă (traducere): A Brief Introduction to Graphical Models and Bayesian Networks